# فرحان أبو الهيجاء
فرحان عبد الله سعيد إبراهيم أبو الهيجاء، الأمين القطري لحزب البعث العربي الاشتراكي بجناحه الفلسطيني، وأمين منظمة الصاعقة (طلائع حرب التحرير الشعبية). وهو من مواليد عين حوض في حيفا فلسطين عام 1939. وهو عضو الاتحاد العام للكتاب والصحفيين الفلسطينيين. 
يحمل أبو الهيجا إجازة في التاريخ من كلية الآداب والعلوم الإنسانية في جامعة دمشق.

## العمل السياسي
- انتُخب أمينا قطريا في العام 2007.
- رئيس تحرير مجلة الطلائع الناطقة باسم منظمة الصاعقة.
- عضو المجلس الوطني الفلسطيني.
- عمل في صفوف منظمة الصاعقة ومنظمة التحرير الفلسطينية.
- انتسب لصفوف حزب البعث العربي عام 1955
- أوكلت له مهام متعددة في حزب البعث ومنظمة الصاعقة. منها:
  - رئيس دائرة الإعلام في منظمة الصاعقة
  - رئيس المكتب الثقافي القطري.
- عضو المؤتمر الوطني الفلسطيني

وانتخب في المؤتمر القطري السادس عام 2007 أميناً للتنظيم القطري الفلسطيني لحزب البعث العربي الاشتراكي، ونائب الأمين العام لمنظمة الصاعقة.